# Contratto di fiume
Il Contratto di Fiume è un protocollo giuridico per la rigenerazione ambientale del bacino idrografico di un corso d'acqua.
Secondo la definizione data dal 2º World Water Forum, il Contratto di Fiume permette "di adottare un sistema di regole in cui i criteri di utilità pubblica, rendimento economico, valore sociale, sostenibilità ambientale intervengono in modo paritario nella ricerca di soluzioni efficaci per la riqualificazione di un bacino fluviale". 

## Quadro normativo
I contratti di fiume rappresentano l'evoluzione di un quadro normativo nazionale ed europeo consolidatosi attraverso alcune importanti direttive comunitarie:
- la Direttiva quadro sulle acque 2000/60/ce, la Convenzione europea del paesaggio del 2000;
- la Direttiva 2003/4/ce sull'accesso del pubblico all'informazione ambientale;
- la Direttiva 2003/35/ce sulla partecipazione del pubblico nell'elaborazione di taluni piani e programmi in materia ambientale;
- la Direttiva 2001/42/ ce sulla valutazione ambientale strategica (VAS).

## Sviluppi
I contratti di fiume in Europa si sono sviluppati, a partire dalla Francia nei primi anni '80 per poi diffondersi in pochi anni in molte altre nazioni come il Belgio, il Lussemburgo i Paesi Bassi, la Spagna e l'Italia, in molti casi sotto forma di processi transfrontalieri che interessavano più territori. I contratti francesi richiamano gli accordi ambientali a carattere volontario non aventi natura vincolante e si basano su un livello di concertazione tra enti e tra livelli di pianificazione e programmazione molto forte e su un coinvolgimento delle comunità locali principalmente legato alle fasi informativa e consultiva.
Questo modello nella sua diffusione europea ed extra-europea ha trovato molteplici interpretazioni metodologiche e contenutistiche. In Belgio e in particolare nella Vallonia, si è senza dubbio raggiunta l'evoluzione più originale. I contratti valloni derivano sempre da istanze locali, promosse da soggetti pubblici e privati che decidono di creare degli accordi per risolvere problemi comuni in forma congiunta e concertata. Rispetto alla Francia, in Vallonia l'aspetto concertativo e l'estensione del coinvolgimento dei soggetti non istituzionali sono affrontati con maggior convinzione. Questo aspetto è rintracciabile in un sostanziale bilanciamento tra le tipologie di promotori dei contratti stessi. Accanto ai Comuni si trovano infatti altrettante associazioni o reti di associazioni ambientaliste, culturali e sportive. Al di fuori dell'Europa lo stato nel quale i contratti di fiume hanno trovato maggior diffusione è senza dubbio il Canada.
Casi di sviluppo di contratti di fiume in territori extraeuropei sono presenti anche in Africa, applicati al settore della cooperazione internazionale. La prima esperienza nel continente africano è stata realizzata nello stato del Burkina Faso secondo il modello metodologico vallone, poiché direttamente ispirata al contratto di fiume del bacino fluviale del Semois.

### In Italia
In Italia i contratti di fiume si stanno rapidamente diffondendo nella maggior parte delle regioni, in alcuni casi sotto forma di processi di valorizzazione fluviale partecipata, che dei contratti assumono di fatto le modalità operative.
La Regione Lombardia ha avviato il proprio impegno nei contratti di fiume con la partecipazione al progetto Netwet 2 Water Telematic Platform, approvato e finanziato dall'Unione europea nell'ambito del programma d'iniziativa comunitaria interreg IIIb cadses 2000-2006. Il compito della Regione all'interno del progetto Netwet 2 era proprio quello di realizzare un esempio dimostrativo di contratto di fiume nell'area ad alto rischio ambientale e idraulico del bacino Lambro-Seveso-Olona, contribuendo così alla creazione di nuove condizioni di partecipazione e sinergia per la gestione sostenibile delle risorse idriche a livello di bacino idrografico.
Questa iniziativa ha segnato l'avvio di una prima fase, propedeutica alla diffusione dei contratti di fiume e all'emanazione della L.R. 26/03 che, al titolo V Disciplina delle risorse idriche, capo II, individua i contratti di fiume (così come i contratti di lago) come processi di sviluppo del partenariato funzionali all'avvio della riqualificazione dei bacini fluviali.
Una seconda fase, a partire dal 2004, coincide con il concreto avvio dei contratti secondo la forma dell'Accordo quadro di sviluppo territoriale, ossia secondo una modalità di programmazione del territorio che prevede la partecipazione ai tavoli decisionali di soggetti privati accanto alle Amministrazioni pubbliche cointeressate.
Oggi questa rete coinvolge circa 150 firmatari e vede la partecipazione di oltre 1500 soggetti interessati a vario titolo nei processi di riqualificazione paesaggistico-ambientale in atto, programmati o progettati (Clerici, 2010). La maggior parte dei processi in atto, più di 40, si caratterizza per interventi alla scala di sottobacino e per il ruolo dei parchi, come promotori dei contratti.
In Piemonte i contratti di fiume sono stati attivati, secondo l'art. 10 delle Norme di piano, quali strumenti di programmazione negoziata per l'applicazione sul territorio del Piano di tutela delle acque (PTA) approvato nel marzo 2007, redatto in applicazione della normativa nazionale (D.Lgs. n. 152/2006). La Regione, inoltre, ha rafforzato la valenza istituzionale del contratto di fiume e di lago richiamandolo espressamente anche nelle Norme tecniche attuative del Piano territoriale regionale (PTR) adottato nel dicembre 2008.
In Veneto solo alcune Amministrazioni locali più sensibili alle tematiche ambientali sembrano mostrare interesse per l'adozione di un Contratto di Fiume. Il Comune di Silea (TV) sta considerando con interesse l'ipotesi di realizzare un Contratto di Fiume per il sistema idrografico dei fiumi Melma e Nerbon, ma le altre amministrazioni locali rivierasche nicchiano. Mediante la sottoscrizione di un Contratto di Fiume possono essere raggiunti, in modo consapevole e condiviso, gli ambiziosi obbiettivi che le direttive europee sull'acqua (2000/60/EC e 2007/60/EC) si pongono: il buono stato ecologico e la sicurezza idraulica dei bacini idrografici. Una simile impostazione può essere adottata anche per il cosiddetto Piano Regolatore delle Acque (un'innovazione tutta veneta, per ora limitata alla sola Provincia di Venezia).
In Emilia-Romagna le prime esperienze di contratti di fiume sono state promosse nel 2006 dalla Regione con il contributo della Provincia di Bologna, della Provincia di Modena e del Comitato acque bacino del Reno. Tali iniziative che hanno preso il nome di Patti di fiume hanno interessato il bacino idrografico Samoggia-Lavino. 
In Toscana possiamo attualmente individuare due filoni di sviluppo per i contratti di fiume: uno promosso dalle istituzioni e legato alla connessione con i piani di distretto e l'altro più legato alla nascita di movimenti spontanei che promuovono processi di costruzione dal basso. L'Umbria sta ponendo una crescente attenzione alle politiche inerenti alla tutela e alla gestione dei corsi d'acqua. Tale processo fa perno sul riconoscimento del Tevere come elemento identitario regionale da valorizzare. A questo fine è nato il Progetto Tevere uno dei sette progetti strategici individuati nel disegno strategico territoriale (dst) per lo sviluppo sostenibile della Regione Umbria. 
In Puglia l'attenzione ai contratti di fiume nasce all'interno del Patto Val d’Ofanto. Il patto persegue l'attuazione di proposte di sviluppo interregionali e intersettoriali al fine di promuovere uno sviluppo integrato e sostenibile della Bioregione Val d'Ofanto, inquadrata in un accordo di programma delle tre Regioni Campania, Basilicata e Puglia. Al fine di diffondere i Contratti di Fiume in Italia nel 2008 è stato creato un Tavolo di Lavoro Nazionale dei Contratti di Fiume delle Agende 21 Italiane (A21 Italy) coordinato dal Comune di Umbertide.